# 阿明·范比伦
阿曼·約瑟夫·雅各布斯·丹尼爾·凡·布倫 OON（荷蘭語發音：[ˈɑrmɪ ˈɲoːzəf jaːˈkoːbʏz ˈdaːnijɛl vɑm ˈbyːrə(n)]；1976年12月25日—），世界頂尖DJ之一，也是一名荷蘭的DJ及唱片製作人，他奠定了2006年後出神音樂Trance曲風的基礎，目前世界排名第3位。除了2007、2008、2009、2010、2012年五度成為DJ Magazine世界百大DJ第1位之外，也是唯一一位連續12年維持世界百大DJ前3位，亦是唯一一位連續20年維持世界百大DJ前5位  （页面存档备份，存于） 。他也是世界最大電音公司Armada （页面存档备份，存于）的共同創辦人之一。
他從2001年開始主持周播節目A State of Trance，它現時在84个國家的100多家電台播出，擁有逾3700萬聽眾。他亦憑歌曲This Is What It Feels Like成為第四位獲得格萊美獎提名的Trance制作人（2014年），另外他也保持另一項紀錄，最多次進入Billboard電子專輯排行榜（21次）。

## {{生平
阿明·范比伦在一間名為Nexus的夜總會開始了他的DJ生涯，並在1995年完成高中課程，後來在萊頓大學進修法律。雖然他在2003年完成了他的法律學位，成為了當地的法律事務人員，但他還是把自己定位為專業的音樂人。 同時，他把他家中的設備搬至“真正”的工作室中。 他在工作室中製作的第一批音樂是 "Touch Me" 及 "Communication" 。 他經常說：“不要成為你風格中的罪人。” 他說自己的音樂類型是“自由的，愉快的，振奮的，有旋律及有活力的。” 
他主持的Trance電台音樂節目A State of Trance。由2001年5月開始播放，該節目在2021年1月已播放1000多集。
2002年10月他在DJ Magazine的世界百大DJ票選中選為年度第5位的DJ，2003年攀升至第3位並連續保持了三年。他的努力使他在2006年攀升至第2位，僅次於德國DJ 保罗·范迪克。經過多年的努力，他終於在2007年的世界百大DJ票選中獲得第1位的美譽。隨後2008、2009、2010年維持在第1的位置。雖然在2011年法國DJ 大卫·库塔獲得第1位，阿曼退居第2位。但在2012年他復歸第1位。
2009年9月，阿曼和拍拖多年的女友Erika van Thiel於荷蘭瓦瑟納爾結婚。他們於2011年7月誕下女兒Fenna。再於2013年7月誕下兒子Remy。

### 作為製作人
他花了很大部份時間單獨在工作室工作。早期他從未聘用任何音響工程師，並聲稱不想讓自己的音樂被工程師所改變。
從1995年開始，他在很多不同的唱片公司中發行過很多的唱片。最成功的其中一首就是在Cyber Records 發行的 "Blue Fear"。這首被喻為 "歐洲 Trance 藍圖" 的歌曲成功打入了英國排行榜。而 "Communication" 也是同一唱片公司所發行的一首歌曲，於1999年夏天在西班牙的伊比沙島上大獲好評。在他簽約於AM PM 唱片後，這首歌更直接打入2000年英國排行榜，名列第十八位。
在踏入1999年之際，他正式與United 唱片開始了他的唱片品牌業務 - Armind。第一首發行的作品 - "One" 備受讚賞。第二首以 Rising Star 名義發行的作品 "Touch Me"更在發行前被英國Ministry Of Sound簽下。
在他發行的第三首作品Gimmick - "Free" 被簽於 R&S 唱片的時候，他的唱片公司的業務開始興旺起來。Warner Brothers旗下的唱片品牌Captivating Sounds以 Gaia 為名，發行了"4 Elements"這首單曲。其後與提雅斯多一起合作創造出兩個項目 : 在 Blackhole 發行的 Major League - "Wonder Where You Are?" 及在 Armind 發行的 Alibi - "Eternity"。其中 Eternity" 在很多夜總會及排行榜上大獲好評。此後他將歌曲簽約於 Paul van Dyk 的 Vandit 唱片。此外他還與Ferry Corsten合作, 為 System F. 大碟製作了 "Exhale"。这首歌發行單曲後，在發行月內即攀升至金榜。
2000年, 他開始了他的AVB 專輯系列. 他要在Progressive, Techno 及 Trance 音樂之中找出平衡。AVB001 - "A State of Trance" (不要與他每周的電台節目 ASOT 混淆) 售出超過 10,000 張，當中收錄了他其中一首為 Moogwai 混音的著名作品 - "Viola"。在 AVB002 "Basic Instinct" 之中收錄了一首新曲 : "Perpetuous Dreamer" - "The Sound Of Goodbye"。這首作品在2001年的荷蘭排行榜排名26。之後一年，在Hot Dance Music/Club Play榜上更攀升至第一位。AVB003 - "In Motion" 於 2001年8月6日發行。該專輯中收錄的歌曲堪稱是真正 Trance 的音樂，在美國非常受歡迎。在2002年, 他發行了AVB004 - "Transparance"。
2003年，他發布了第一張錄音室專輯“76”，長度為76分鐘。兩年後他發行了“Shivers”。
2008年，已經成為了世界第一DJ的他發佈了專輯“Imagine”，它成為史上第一個奪得荷蘭專輯排行榜第一的電子專輯。從此開始他與同樣是制作人的Benno de Goeij（Rank 1成員）展開了深入合作。專輯中他們與誘惑本質的Sharon den Adel合作的單曲"In and out of Love"的MV在YouTube上的點擊量達到了1.9億次。
隨後於2010年和2013年，他發佈了“Mirage”和“Intense”。2015年，他更換標誌後發佈了“Embrace”，它融合了多種風格，也再次獲得了荷蘭專輯榜首位。

### 作為演出者
在萊頓的Nexus夜店，他學习了怎樣成为一名DJ，以此也開始了他的DJ生涯。在學校的時候一周他要在夜店表演超過四次。1999年，Dave Lewis把凡布倫以DJ的身份舉薦到英國和美國表演。凡布倫在之後的DJ生涯中進入了DJ Magazine百大DJ全球排行榜。他已經在全球超過25个的國家進行過巡演，也經常出現在夏季的電音集會上。他在海牙的Dancetheater上創紀錄地表演了12.5小時。在美國，他常常在Passion、Godskitchen、Gatecrasher、Slinky、The Gallery - Ministry of Sound、London這種大型盛典上表演。
2002年，他在華盛頓哥倫比亞特區開始發光發亮，他也開始在三藩市，休斯敦，波士頓，夏洛特，芝加哥，亞特蘭大，奥斯汀，丹佛，紐約，洛杉磯，聖路易斯，明尼阿波利斯，西雅圖表演，同時，他常出現在西班牙的伊比薩島Amnesia俱樂部及巴利阿里群島。

他說，“歌迷與公眾是一位DJ最重要的東西”。2005年11月11日，阿曼一場名叫Armin Only的現場演出在鹿特丹第一次開始，這是一場長達9.5小时，超過11000名歌迷的超大型現場演出。

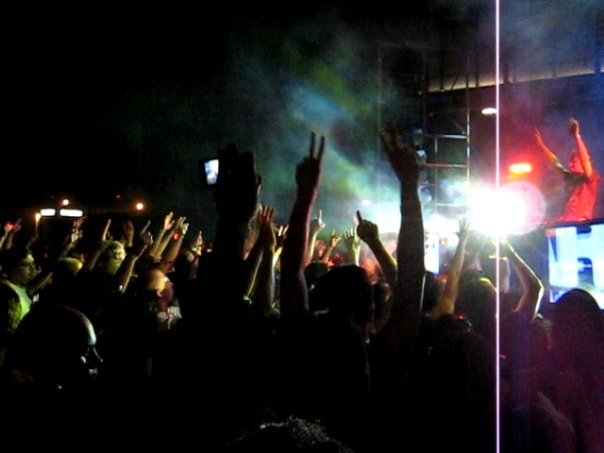
2008年8月9日凡布倫在美國得克薩斯州達拉斯的演出現場

2007年的夏天，他錄制與發行了在Ibiza的Amnesia一場現場演出，名叫Universal Religion Chapter 3, Live from Amnesia at Ibiza。在美國則名為Universal Religion 2008，由Ultra Records放2007年12月4日發行。
2008年1月12日，他獲得了Buma Cultuur Pop Award，這是荷蘭最響負盛名的音樂獎。
2008年4月19日，在荷蘭烏得勒支的Jaarbeurs，他開始了第三次Armin Only，這次参加的歌迷達到16000名，並且還通過荷蘭國家電視台直播。2008年過半的時候，他將Armin Only延展到全球，在澳洲，羅馬尼亞，波蘭，比利時，以及一場在美國洛杉磯Together As One電音聖典的特别新年秀。

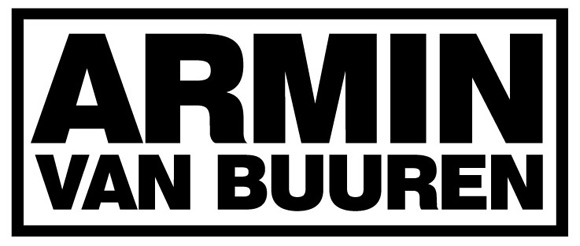
Armin Van Buuren的標誌,從2004年使用至2015年

2002年10月，他獲得DJ Magazine全球百大DJ排行榜第5位，2003年就上升兩位到第3位，並且連續三年保持這個位置。在2006年的投票中，由於Armin的出色表現，使他在全球百大DJ排名上升到第2位，僅次於德國DJ Paul van Dyk。到了2007年，Armin終於獲得了第1位，並且在2008至2010年保持這個位置。到2011年，法國DJ David Guetta奪得了世界百大DJ第1位，Armin便退居第2位，但到2012年他再次獲得第1位。總計四年的連續第1位及五年的第1位，是目前百大DJ排行榜的紀錄保持者。
Armin的周播電台節目A State of Trance（ASOT）包含了Trance還有其他的風格。ASOT在2021年1月達到了1000期，在2024年7月達到了1180期。

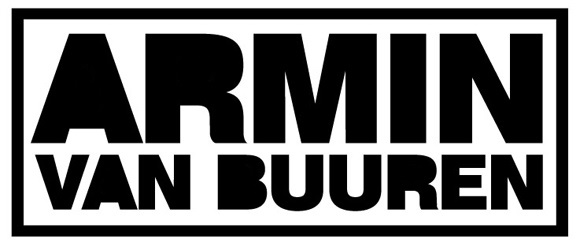
Armin Van Buuren的標誌,從2015年使用至今

他最近和他的吉他手兄弟埃勒·凡·布倫（Eller van Buuren）一齊合作，包括在美國洛杉磯的Together As One電音聖典和2008年的專輯Imagine。
2009年，Foreign Media Games公佈了Cloud 9 Music公司將和Armin的Armada Music公司進行合作，並且推出一系列的音樂遊戲，在2010年的Wii遊戲發行。
由2011年開始，ASOT登陸Ultra音樂節至今。

## 作品

### 大碟
- 2003 "76"
- 2005 "Shivers"
- 2008 "Imagine"
- 2010 "Mirage "
- 2013 "Intense"
- 2015 "Embrace"
- 2019 "Balance"
- 2021 "A State of Trance Forever"
- 2023 "Feel Again"
- 2024 "Breathe In"

### 精選輯
- 1999 Boundaries of Imagination
- 2000 TranceMatch (produced alongside Ferry Corsten as System F vs Armin)
- 2000 001 A State of Trance
- 2001 002 Basic Instinct
- 2001 003 In Motion
- 2002 004 Transparance
- 2004 Big Room Trance
- 2006 10 Years
- 2009 Imagine: The Remixes
- 2014 Armin Anthems
- 2016 A State of Trance - 15 Years

### A State of Trance 合輯
- A State of Trance 2004
- A State of Trance 2005
- A State of Trance 2006
- A State of Trance 2007
- A State of Trance 2008
- A State of Trance 2009
- A State of Trance 2010
- A State of Trance 2011
- A State of Trance 2012
- A State of Trance 2013
- A State of Trance 2014
- A State of Trance 2015
- A State of Trance 2016
- A State of Trance 2017
- A State of Trance 2018
- A State of Trance 2019
- A State of Trance 2020
- A State of Trance 2021
- A State of Trance 2022
- A State of Trance 2023
- A State of Trance 2024

## 榮譽
2011年，有鍳於他在音樂方面的成就，荷蘭王室向他頒發了橙色勛章（Order of Orange Nassau）。